# Goniothalamus gardneri
Goniothalamus gardneri Hook.f. & Thomson – gatunek rośliny z rodziny flaszowcowatych (Annonaceae Juss.). Występuje naturalnie w Indiach, na Sri Lance, w Wietnamie oraz południowych Chinach (na wyspie Hajnan). 

## Morfologia
PokrójZimozielone drzewo dorastające do 5 m wysokości.
LiścieMają podłużnie lancetowaty kształt. Mierzą 14–38 cm długości oraz 2,5–8 cm szerokości. Są skórzaste. Nasada liścia jest ostrokątna. Blaszka liściowa jest o ostrym lub spiczastym wierzchołku. Ogonek liściowy jest lekko owłosiony i dorasta do 4–20 mm długości.
KwiatySą pojedyncze, rozwijają się w kątach pędów. Działki kielicha mają owalny kształt, są owłosione od wewnętrznej strony i dorastają do 15 mm długości. Płatki mają zielony kolor, później przebarwiając się na żółto, zewnętrzne mają podłużnie lancetowaty kształt, są owłosione od wewnątrz i osiągają do 50–60 mm długości, natomiast wewnętrzne są eliptyczne i mierzą 15 mm długości. Kwiaty mają owłosione owocolistki o podłużnym kształcie.
OwocePojedyncze mają jajowaty kształt, zebrane w owoc zbiorowy. Osiągają 10–17 mm długości i 5–8 mm szerokości.

## Biologia i ekologia
Rośnie w gęstych lasach. Występuje na wysokości do 600 m n.p.m. Kwitnie od maja do listopada, natomiast owoce pojawiają się od listopada do lutego.